# Erik Stoffelen
Erik Stoffelen (Wilrijk, 14 september 1972) is de voormalige voorzitter van het Algemeen Nederlands Zangverbond en de latere secretaris van het Aktiekomitee Vlaamse Sociale Zekerheid.
Sinds 2000 lid van het bestuur en sinds april 2007 voorzitter van het ANZ. Deze vereniging organiseert jaarlijks het Vlaams Nationaal Zangfeest. Stoffelen wil dat Vlamingen van alle gezindten zich daar thuis voelen. Met de verkiezing van een jonge voorzitter koos het ANZ voor verdere verjonging.
Stoffelen kwam in contact met de Vlaamse Beweging als jonge KSA'er. Hij studeerde rechten aan de Universiteit Antwerpen en de Katholieke Universiteit Leuven.  Hij was lid van KVHV Antwerpen en gedurende twee jaar preses van deze studentenvereniging. Ook in Leuven was hij actief in het KVHV Leuven en was er hoofdredacteur van Ons Leven tijdens het academiejaar 1995-96. Hij was korte tijd partijpolitiek actief voor de N-VA in Kontich.
In 2005 werd hij ook secretaris van het Aktiekomitee Vlaamse Sociale Zekerheid, dat ijvert voor een splitsing van de Belgische sociale zekerheid.
Als kaderlid werkt hij als commercieel directeur voor het Vlaams & Neutraal Ziekenfonds. Hij woont in de Antwerpse gemeente Hove.